# Richard Shuttleworth
Richard Ormonde Shuttleworth, britanski dirkač, * 16. julij 1909, Old Warden, Bedfordshire, Anglija, Združeno kraljestvo, † 2. avgust 1940, Ewelme, Oxfordshire, Anglija.
Shuttleworth je prvič nastopil na pomembnejši dirki v sezoni 1932, ko je z dirkalnikom Aston Martin Speed Model tovarniškega moštva Aston Martin Cars Ltd. odstopil zaradi okvare motorja na dirki International Tourist Trophy. V sezoni 1934 je nastopil na treh britanskih dirkah z dirkalnikom Bugatti T51. Na dirki Donnington Park Trophy je dosegel četrto mesto, na dirkah Mannin Moar in Mountain Championship pa je odstopil. Za 1935 je kupil dirkalnik lfa Romeo Tipo B, s katerim je nastopal tudi na dirkah drugje v Evropi. Po dveh odstopil na dirkah Mannin Moar in Velika nagrada Nice je dosegel dve zaporedni zmagi na dirkah Velika nagrada Donningtona in Mountain Championship. Na začetku sezone 1936 se je na dirki za Veliko nagrado Južne Afrike v nesreči huje poškodoval, zato je bil prisiljen končati kariero.